# Nuytsia (journal)
Ne doit pas être confondu avec Nuytsia.
Nuytsia est une revue scientifique à comité de lecture (peer-reviewed) publiée par l'herbier de Perth (Australie-Occidentale). Elle publie des articles de Systématique Botanique, préférentiellement consacrés à la flore d'Australie Occidentale. Près de 40 % des taxons de cette partie de l'Australie ont été publiés dans Nuytsia. Le journal a été fondé en 1970 et est édité périodiquement depuis. Le rédacteur en chef est Kevin Thiele.
Le nom Nuytsia a été donné d'après le genre monospécifique Nuytsia, dont la seule espèce est Nuytsia floribunda, l'arbre de Noël bien connu de l'Australie occidentale.
Occasionnellement, le journal a publié des numéros spéciaux, notamment en 2007, élargissant sensiblement son aire originelle de description d'espèces végétales.